# Statut des langues des signes au Canada
Le statut des langues des signes en Canada diffère selon les provinces et les territoires. Au Canada, on compte seulement trois provinces qui reconnaissent la langue des signes dans la loi à l'heure actuelle.

## Provinces et territoires du Canada

Carte du Canada, avec un chiffre représentant une province ou un territoire. (1 Territoire du Yukon, 2 Territoire du Nord-Ouest, 3 Territoire du Nunavut, 4 Québec, 5 Terre Neuve et Labrador, 6 Colombie Britannique, 7 Alberta, 8 Saskatchewan, 9 Manitoba, 10 Ontario, 11 Nouveau-Brunswick, 12 Île-du-Prince-Édouard, 13 Nouvelle-Écosse)

Les provinces et territoires du Canada sont les entités administratives dont le territoire couvre totalement le territoire canadien. Le Canada compte dix provinces : l'Alberta, la Colombie-Britannique, l'Île-du-Prince-Édouard, le Manitoba, le Nouveau-Brunswick, la Nouvelle-Écosse, l'Ontario, le Québec, la Saskatchewan et Terre-Neuve-et-Labrador, ainsi que de trois territoires fédéraux : les Territoires du Nord-Ouest, le Nunavut et le Yukon.

## Langues des signes reconnues par la Loi

### Reconnaissance partielle
- Alberta : le 19 juin 1990, le député William Edward Payne, dit Bill Payne, propose la motion 216 pour la reconnaissance de la langue des signes américaine : « Il est résolu que l'Assemblée législative exhorte le gouvernement, compte tenu de la spécificité culturelle de la communauté sourde de l'Alberta et de la spécificité linguistique de langue des signes américaine comme langue de la sourds en Alberta; et de l'intégrer dans l'école primaire et le curriculum postsecondaire de l'Alberta en tant que langue d'enseignement disponibles. » L'Assemblée législative a adopté la motion le 19 juin 1990[1].
- Manitoba : Le 6 décembre 1988 à Winnipeg, la Palais législatif du Manitoba a reconnu la langue des signes américaine[réf. nécessaire]
- Ontario : En 1993, la langue des signes américaine et la langue des signes québécoise sont reconnues[réf. nécessaire].